# Lactocollybia lacrimosa
Lactocollybia lacrimosa är en svampart som först beskrevs av Roger Heim, och fick sitt nu gällande namn av Rolf Singer 1939. Lactocollybia lacrimosa ingår i släktet Lactocollybia och familjen Marasmiaceae.   Inga underarter finns listade i Catalogue of Life.